# Lu (Itálie)
Lu je italská obec v provincii Alessandria v oblasti Piemont.
K 31. prosinci 2010 zde žilo 1 170 obyvatel.

## Sousední obce
Camagna Monferrato, Conzano, Cuccaro Monferrato, Mirabello Monferrato, Occimiano, Quargnento, San Salvatore Monferrato